# Ledčice
Ledčice är en ort i Tjeckien.   Den ligger i regionen Mellersta Böhmen, i den centrala delen av landet, 29 km norr om huvudstaden Prag. Ledčice ligger 240 meter över havet och antalet invånare är 565.
Terrängen runt Ledčice är platt.Runt Ledčice är det ganska tätbefolkat, med 124 invånare per kvadratkilometer. Närmaste större samhälle är Mělník, 12,8 km öster om Ledčice. Trakten runt Ledčice består till största delen av jordbruksmark.